# メライナバクテリア
メライナバクテリア（Melainabacteria）は、2013年に提唱された細菌の候補綱、または候補門。地下水や動物の糞など光の届かない水系から発見されることから、ギリシャ神話のニンフ、メライナ（「暗い水」の意）にちなんで命名された。
藍色細菌（シアノバクテリア）に関連する系統で、系統解析では酸素発生型光合成を行うグループの姉妹群とされる。記載はされていないが、藍色細菌門の1綱に置かれることが多い。藍色細菌との違いは、光合成を行わず、主に嫌気性で発酵でエネルギーを得ること、鞭毛をもつ種が多いことなどが挙げられる。断片的なゲノム情報からの推定では、過去に光合成を行う生物から進化した形跡はない。このことは、藍色細菌が光合成能のない細菌から進化したことを裏付ける。25-26億年前にメライナバクテリアと、後に酸素発生型光合成を行うグループとが分岐した後、メライナバクテリアは鞭毛を獲得し、もう一方は光合成能を獲得したようである。窒素固定能も有しているが、酸素発生型光合成を行うグループとは異なる酵素を用いている。
2018年現在培養に成功している系統は無い。ただし、プロテオバクテリアのブデロビブリオ科に分類されているウァンピロウィブリオ・クロレッラウォルス（Vampirovibrio chlorellavorus）は、Chlorella vulgaris（クロレラ）の細胞に付着し、その内容物を捕食する細菌であるが、16S rRNA系統解析ではプロテオバクテリアよりもむしろこの系統に入る。事実であれば、この綱唯一の記載種ということになる。V. chlorellavorusの基準株の培養系は失われているが、1978年にNCIBに寄託された凍結乾燥標本から、2015年に全ゲノムの再構築に成功し、メライナバクテリアの代謝について貴重な知見を与えている。